# Al Khalid
Al Khalid ili MBT 2000 (Tip 90-IIM) je glavni borbeni tenk koji je razvijen suradnjom Kine i Pakistana. Proizvodi se u Pakistanu za Oružane snage Pakistana. Opremljen je tročlanom kupolom s automatskim punjačem topa, 125 mm topom s modernom termovizijom i opremom za noćna djelovanja.
Na osnovi kineskog i ruskog dizajna, Al Khalid/MBT 2000 je znatno manji i lakši od većine zapadnih glavnih borbenih tenkova. Dizajn je baziran na kineskom modelu Tip 90-II, koji objedinjuje tehnologije iz nekoliko zapadnih i Sovjetskih tenkova i potomak je jednog od najbrojnijih tenkova u povijesti, T-54A. Al Khalid je prilagođen za ugradnju bilo kojeg motora i mjenjača stranog podrijetla.
U verziji Al Khalid tenka za Pakistansku vojsku ugrađuje se ukrajinski Dieselov motor. Prvi tenkovi su završeni 2001. godine i isporučeni su Pakistanskoj vojsci. Do 2007. proizvedeno je 600 ovakvih tenkova.

## Razvoj
Početkom 1970-ih vodstvo kineske vojske zbog velike zabrinutosti oko sovjetske prijetnje, zatražilo je poboljšanje i zamjenu dotad glavnog borbenog tenka kineske vojske Tip 59. Postojeći kineski tenkovi bili su ustvari verzije i kopije sovjetskog T-54A, te je postao laka meta za tada napredne sovjetske tenkove T-62 i T-64. Tvrtke Norico i Inner Mongolia First Machine Group Corporation imale su zadatak razviti niz novih, modernih tenkova.
Nakon ispitivanja uzoraka T-72 tenkova dobivenih od Irana (zarobljeni u Iraku), kineski stručnjaci shvatili su da suvremeni kineski tenkovi ne mogu konkurirati sovjetskim. Za daljnji razvoj korištene su tehnologije T-72 i nekih zapadnih tenkova kako bi se napravila druga generacija suvremenih kineskih tenkova. Na njih je bio postavljen 125 mm glatkocijevni top, novi oblik trupa i kupole kao i novo podvozje. Tip 80 i Tip 85 tenkovi doveli su do Tipa 90. Tip 90 nije se koristio u kineskoj vojsci u velikom broju no zato je bio vrlo važan temelj za razvoj kineskih tenkova treće generacije Tip 96 i Tip 99 tenk.
Tip 90 bio je modernog dizajna: Tip II 90-verzija dijeli 10 % svojih komponenti s tenkom Tip 59, 15% s Tip 69, 20% s Tip 85/88C, te je građen s 55% novih komponenti. Ovaj model je bio na prodaju na međunarodnom tržištu.
Razvoj posla s Pakistanom je potpisan u siječnju 1990. godine. Izgrađeno je par prototipova koji su testirani u Pakistanu u kolovozu 1991. godine. Pakistan je uložio više od 20 milijuna američkih dolara za prilagodbu modela za njihove potrebe i u stvaranje mogućnosti za lokalnu proizvodnju. Dizajnerski tim prilagodio je tenk Pakistanskim potrebama i napravljeno je nekoliko prototipova koji su testirani.
U početnom stanju razvoja tenk je bio naoružan kineskim topom i SUP-om, ali je imao kinesku verziju njemačkog MTU-396 Dieselova motora koji je pod licencom građen u Kini. Druga verzija bila je opremljena zapadnom tehnologijom i SUP-om i bio je pokretan s Dieselovim motorom Perkins 1200 ks (korišten u britanskom tenku Challenger) i ESM-500 automatskim prijenosom (korišten na francuskom Leclerc). Ova verzija se smatrala previše skupom. Konačna verzija pokretana je s ukrajinskim 6TD-2 Dieselovim motorom s 1200 ks (također ugrađen u ukrajinske T-80UD). Ova verzija je odabrana kao serijska verzija tenka i nazvana je Al Khalid.
Razvijena je još jedna verzija koja ima više zapadne tehnologije i razvijena je kao izvozni proizvod. Prototip je imao 1200 ks njemački MTU-871/TCM AVDS-1790 Dieselov motor i prijenos LSG-3000. Ovaj koncept je napušten nakon nametnutog embarga na Pakistan nakon 1998. zbog pakistanskih nuklearnih testiranja.
Krajnji dizajn tenka proizašao nakon desetljeća razvoja je vrlo sličan kineskom Tip 90 i njegovim potomcima Tip 96 i Tip 99. Kineska tvrtka Norinco pokazala je novi Tip 90-IIM tijekom svibnja 2001. godine u Abu Dabi Defense Expo, pod izvoznim imenom MBT 2000.
Verzija pokretana ukrajinskim motorom, namijenjena za domaću proizvodnju u Pakistanu, a ime je dobio Al Khalid po generalu proroka Muhameda, Halidu ibn Validu.

### Proizvodnja
Tijekom razdoblja razvoja, Heavy Industries Taxila dobila je iskustvo proizvodeći Kineski Tip 85-IIAP i pripremila se za proizvodnju Al Khalid tenka 1999. godine. Prva isporuka od 15 tenkova predana je Pakistanskoj vojsci 20. srpnja 2001. godine. Pakistan je potpisao ugovor s ukrajinskom Malyshev tvornicom u svibnju 2002. godine o kupnji 315 6TD-2 motora u sljedeće tri godine.

### Izvoz
Pakistan planira proizvesti više od 600 tenkova Al Khalid za svoje oružane snage.
U svibnju 2006. jedan časopis je izvijestio kako Saudijska Arabija planira ocijeniti Al Khalid u travnju 2006. Pakistansko ministarstvo obrane reklo je da je Saudijska vlada zainteresirana za kupnju do 150 Al Khalid tenkova za 600 milijuna američkih dolara. 2008. godine umjesto Al Khalid-a, Saudijska Arabija je kupila 150 ruskih T-90 tenkova za 500 milijuna dolara.

## Opis

### Vatrena moć
Al Khalid kao glavno oružje koristi 125 mm glatkocijevni top dužine 48 kalibra. Ima automatski punjač topa s 24 runde i brzinu paljbe od osam granata u minuti. Kupola je pokretana elektro-hidraulički što je zastarjelo rješenje. Tenk je također opremljen s 7,62 mm suspregnutom strojnicom, protuavionskom 12,7 mm strojnicom na krovu kupole i bacačima dimne zavjese.
Demonstrirani prototipovi imali su SUP-ove različitog podrijetla neki kineskog, neki zapadnih zemalja.
Topnik je opremljen s dva periskopa, a zapovjednik je opremljen panoramskim periskopom koji se okreće u 360 stupnjeva. Oba imaju digitalnu stabilizaciju slike i laserski daljinomjer. SUP može automatski pratiti cilj što mu povećava vjerojatnost pogađanja prvom granatom. Topnik i zapovjednik opremljeni su i termovizijom za djelovanje tenka u noćnim i lošim vremenskim uvjetima. Serijski Al Khalid opremljen je SUP-om zapadnog podrijetla. Proizvođač tvrdi da je tenk sposoban pogoditi ciljeve u pokretu na udaljenostima do 2000 metara.
- Domet: 200 m do 5000 m
- Senzori: Laserski daljinomjer od 200 m do 9990 m
- Automatsko vođenje, pucanje četiri vrste streljiva, termovizija za topnika, ...

### Oklop
Al Khalid ima kompozintni oklop i eksplozivno–reaktivni oklop, nuklearno-biološku-kemijsku zaštitu, učinkovitu dimnu zavjesu. Ugrađen je i sustav za gašenje požara i protiv eksplozije tenka. Također ima napredni sustav detekcije laserskih zraka proizveden u Al Tehnique Corparation.

### Pokretljivost
Serijski model Al Khalid-a ima ukrajinski 6TD-2 turbo Dieselov motor s 1200 KS i poluautomatskim prijenosom. Mala težina od samo 48 tona mu omogućava veću pokretljivost od npr. M1 Abrams koji ima 70 tona. Zbog male težine se tenk lakše transportira na bojište, a uz omjer snage i težine 26 ks/t postiže maksimalnih 72 km/h s ubrzanje od 0 - 30 za manje od 10 sekundi.
S disalicom Al Khalid može savladati vodenu prepreku dubine do 5 metara.

## Korisnici
- Pakistan - oko 350 tenkova